# Richtplan
Ein Richtplan ist ein Instrument der schweizerischen Raumplanung und wird auf Gemeinde-, Kantons- sowie Bundesebene (Bundesgesetz vom 22. Juni 1979 über die Raumplanung, Artikel 6–12) geregelt beziehungsweise angewendet.
Richtpläne legen aufgrund übergeordneter Leitbilder in den Grundzügen fest, wie die Kantone und Gemeinden die Gesamtstruktur ihrer Natur-, Landwirtschaft- und Siedlungs- und Erholungsräume mittel- und langfristig entwickeln sollen. Richtpläne müssen mindestens aufzeigen, «wie die raumwirksamen Tätigkeiten im Hinblick auf die anzustrebende Entwicklung aufeinander abgestimmt werden» und «in welcher zeitlichen Folge und mit welchen Mitteln vorgesehen ist, die Aufgaben zu erfüllen».
Richtpläne sind behördenverbindliche Arbeits- und Führungsinstrumente der exekutiven Ebene (Bund, Kantone und Gemeinden). Die Behörden
richten ihr Handeln auf die Ziele und Massnahmen des Richtplanes aus und koordinieren gestützt darauf ihre Planungen und Projektierungen. Der zeitliche Horizont der Richtpläne ist zehn Jahre; danach sollen sie gesamthaft überprüft und angepasst werden.